# Irish Open 2015
Die Irish Open 2015 im Badminton fanden vom 2. bis zum 5. Dezember 2015 in Dublin statt.

## Sieger und Platzierte
| Disziplin    | Gold                             | Silber                            | Bronze                              |
| ------------ | -------------------------------- | --------------------------------- | ----------------------------------- |
| Herreneinzel | Anders Antonsen                  | Lucas Claerbout                   | Brice Leverdez                      |
| Herreneinzel | Anders Antonsen                  | Lucas Claerbout                   | Dmytro Zavadsky                     |
| Dameneinzel  | Olga Konon                       | Natalia Koch Rohde                | Kati Tolmoff                        |
| Dameneinzel  | Olga Konon                       | Natalia Koch Rohde                | Linda Zechiri                       |
| Herrendoppel | Raphael Beck Peter Käsbauer      | Adam Cwalina Przemysław Wacha     | Mathias Christiansen David Daugaard |
| Herrendoppel | Raphael Beck Peter Käsbauer      | Adam Cwalina Przemysław Wacha     | Mark Lamsfuß Marvin Seidel          |
| Damendoppel  | Gabriela Stoeva Stefani Stoeva   | Julie Finne-Ipsen Rikke S. Hansen | Jessica Hopton Victoria Williams    |
| Damendoppel  | Gabriela Stoeva Stefani Stoeva   | Julie Finne-Ipsen Rikke S. Hansen | Clara Nistad Emma Wengberg          |
| Mixed        | Mathias Christiansen Lena Grebak | Robert Mateusiak Nadieżda Zięba   | Bastian Kersaudy Léa Palermo        |
| Mixed        | Mathias Christiansen Lena Grebak | Robert Mateusiak Nadieżda Zięba   | Robin Tabeling Samantha Barning     |